# Юнкер, Готлоб Фридрих Вильгельм
Готлоб Фридрих Вильгельм Юнкер (1705—1746) — член С.-Петербургской Академии Наук, стихотворец, «профессор поэзии», надворный камерный советник, надзиратель украинских, бахмутских и торских соляных заводов.

## Биография
Сын историка и писателя Христиана Юнкера (1668—1714). Поступив в Лейпцигский университет, он вскоре приобрел известность как хороший стихотворец, подражатель Гюнтера.
В 1731 году получил, благодаря содействию Герхарда Фридриха Мюллера, слушавшего в одно время с ним лекции в лейпцигском университете, место домашнего учителя в России. По прибытии в Петербург познакомился с академиком Шумахером, которому очень понравился.
На Академию Наук в эту эпоху было возложено, в частности, составление торжественных речей, од, а также стихов и надписей для иллюминаций и фейерверков. Поэтому Шумахер сразу оценил Юнкера как «стихотворца по призванию, а не сделавшегося им искусственно и чрез прилежание, хорошо писавшего также прозой и могущего пригодиться при разных случаях».
Вскоре Юнкер прекрасно составил иллюминацию по поводу приезда двора из Москвы, и в ноябре 1731 года был назначен адъюнктом при Академии. Составляя стихотворные приветствия по различным торжественным поводам, он сумел обратить на себя внимание высокопоставленных лиц. В декабре 1733 года ему было поручено «стараться о произведении штатского и газетного лексикона», а c 25 ноября 1734 года, по именному указу Анны Иоанновны, он был назначен профессором красноречия (элоквенции). Вскоре после этого перевёл на немецкий язык «Торжественную оду о сдаче города Гданска» В. Тредиаковского.
Когда в 1735 году фельдмаршал граф Миних, покровительствовавший Юнкеру, получил начальство над русской армией, действовавшей против турок, то по его ходатайству Юнкер был отправлен с ним в поход в качестве историографа «для содержания журнала».
При главной квартире действующей армии Юнкер находился до 1737 года, и результатом его историографической деятельности явился «Tagebuch des Feldmarchalls Grafen von Munnich», напечатанный потом в Herrmann’s «Beiträge zur Geschichte des russischen Reiches» (Leipzig, 1843. — C. 117—244). Иностранный почётный член Петербургской АН c 9 декабря 1736 года.
Когда Миниху был послан приказ постараться осмотреть и поправить соляное дело в Бахмуте и Торе, то он поручил это дело Юнкеру. Последний осмотрел соляные варницы в Бахмуте и Торе и составил подробное донесение об их состоянии, высказывая также и свои собственные соображения, «по которым доходы её величества с небольшими издержками могут увеличиться к величайшему облегчению её подданных, от 500000 до полутора миллиона рублей ежегодно». Вскоре после этого он был пожалован императрицей «надворным камерным советником и надзирателем украинских бахмуцких и торских соляных заводов» (30 июля 1737 года). В июне того же года он написал новую оду по случаю избрания Бирона курляндским герцогом.
Осенью 1737 года Юнкер отправлен в Германию осмотреть все тамошние соляные заводы «для пользы здешних». Там он пробыл до 1739 года и на возвратном пути остановился на 4 месяца для изучения рудного дела во Фрайберг, где находился тогда Ломоносов и другие русские студенты, изучавшие там металлургию. Юнкер, в частности, поручал Ломоносову переводить с немецкого «репорты и екстракты» о соляном деле, нужные ему для подачи по возвращении в Петербург, причем Ломоносов «много от него пользовался в знании соляного дела».
По случаю коронации императрицы Елизаветы Петровны Юнкер написал торжественную оду, напечатанную in folio и переведенная Ломоносовым на русский язык. Перевод этот был издан также в 1742 году под заглавием: «Венчанная надежда российския империи в высокий праздник коронования всепресветлейшия, державнейшия великия Государыни Елисаветы Петровны…». После этого Юнкер до самой смерти продолжал «свои упражнения о исполнении соляного дела в России».
Готлоб Фридрих Вильгельм Юнкер умер 10 ноября 1746 года в городе Санкт-Петербурге.